# شاراتزيرينغرات
شاراتزيرينغرات (بالإنجليزية: Chratzerengrat)‏ هو أحد جبال سلسلة جبال الألب غلاروس وجزء من القمة الأم   يقع في كانتون شفيتس, سويسرا. يبلغ ارتفاع الجبل حوالي 2349 متر، بينما يبلغ ارتفاع نتوء الجبل 208 متر.